# شهرستان کرسپ (جورجیا)
شهرستان کرسپ، جورجیا (به انگلیسی: Crisp County, Georgia) یک سکونتگاه مسکونی در ایالات متحده آمریکا است که در جورجیا واقع شده‌است.